# Cricotopus vierriensis
Cricotopus vierriensis är en tvåvingeart som beskrevs av Maurice Emile Marie Goetghebuer 1935. Cricotopus vierriensis ingår i släktet Cricotopus och familjen fjädermyggor. Inga underarter finns listade i Catalogue of Life.